# أهازيج الأطفال
أهازيج الأطفال هي قصائد إيقاعية موزونة لتسلية الأطفال الصغار، وهي شكل من أشكال الأدب الشعبي، بسبب قافيتها وأنغام كلماتها السارة وإيقاعاتها القوية، وغالباً ما يحافظ الأطفال على الإيقاع الزمني للكلمات عن طريق التصفيق بأيديهم أو الاهتزاز للأمام والخلف. ومما يثير خيالهم القصص والشخصيات المتنوعة الموجودة بهذه الأهازيج.

## أمثلة
من أمثلة هذه الأهازيج: ((الثعلب فات فات وفي ديله سبع لفات))، وأغنية ((وحوى يا وحوى))، ((كان فيه واحده ست عندها اثنا عشر بنت)).

## الهدف منها
تساعد هذه الأهازيج الأطفال على تذوق قصصهم الأولى، واعتيادهم على هذه الأشكال المنغمة المقفّاة يقودهم إلى تذوق الشعر والأسلوب الأدبي في المستقبل.